# Kashi Leuchs
Kashi Leuchs, né le 30 juin 1978 à Dunedin, est un coureur cycliste néo-zélandais en VTT cross-country. Il représente la Nouvelle-Zélande pour l'épreuve de VTT cross-country aux jeux olympiques 2000, 2004 et 2008.

## Palmarès en VTT
- 2004
  -  Champion de Nouvelle-Zélande de cross-country
- 2006
  -  Champion de Nouvelle-Zélande de cross-country

## Palmarès sur route
- 2003
  - 2e du Grand Prix du Faucigny